# نيلسون تشيروتيتش

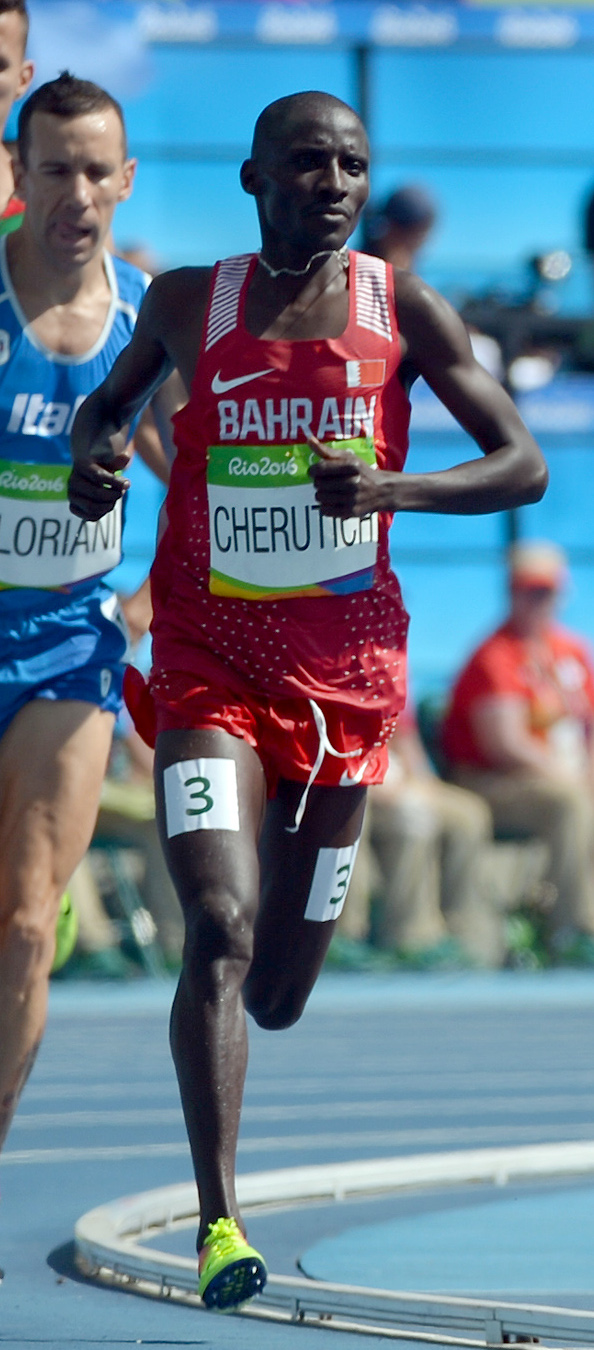
شيروتيتش في دورة الألعاب الأولمبية 2016.

نيلسون كيبكوسجي تشيروتيتش (ولد في 9 مارس 1993) هو عداء موانع بحريني. تنافس في دورة الألعاب الأولمبية الصيفية 2016 لكنه فشل في الوصول إلى المرحلة النهائية.

## روابط خارجية
- نيلسون تشيروتيتش على موقع الاتحاد الدولي لألعاب القوى (الإنجليزية)
- نيلسون تشيروتيتش على موقع أوليمبيديا (الإنجليزية)